# Balsam (musikalbum)
Balsam är ett musikalbum av Merit Hemmingson, utgivet 1975 av EMI. På skivan medverkar även bland annat Toots Thielemans, Björn Skifs, Janne Schaffer, Björn J:son Lindh, Iggesundsgänget och Jan Allan.

## Låtlista
Alla låtar är arrangerade av Merit Hemmingson.

### Sida A
1. "Tanga!" (Hemmingson) – 3:36
2. "Dalpilen" (Hemmingson) – 3:03
3. "Hymn till Albin O'Neil" (Hemmingson) – 4:28
4. "Baroccobossa" (Hemmingson) – 3:28
5. "Myggbiten (Brudmarsch efter Sven Anders Svensson, Evertsberg)" (Trad. arr. Hemmingson) – 2:40
6. "Stenmarks slalompolska" (Hemmingson) – 2:40
7. "Märtas liniment (Envikspolska efter Petter i Ala)" (Trad. arr. Nisse Damberg, Janne Krantz, Jens Kristensen) – 1:21

### Sida B
1. "I Heard It Through the Grapevine" (Norman Whitfield, Barrett Strong) – 4:17
2. "Strandskvalp" (Bengt Palmers) – 3:33
3. "Django" (John Lewis) – 5:45
4. "Beppes vaggvisa (Småfolkets godnatt)" (Text: Beppe Wolgers – musik: Hemmingson) – 3:10
5. "Balsam À La Sebastian" (Hemmingson) – 4:59

Total tid: 41:00